# Szent Kim András
Szent Kim András, születési nevén: Kim Degon (hangul: 김대건, handzsa: 金大建, RR: Kim Dae-geon; Szolmö (Solmoe), 1821. augusztus 21. – Han folyó, 1846. szeptember 16.) koreai keresztény vértanú, az első koreai katolikus pap, 1984 óta Korea védőszentje.

## Fiatalkora
Jangban (Yangban) családba született 1821-ben. Szülei kereszténységre áttért koreaiak voltak, apját később megölték, mivel a kereszténység gyakorlása az erősen konfuciánus Koreában tilos volt. 15 évesen megkeresztelkedett, majd az akkor még portugál kézen levő Makaóban tanult. Ekkor vette fel az András (안드레아) nevet. A Fülöp-szigeteken is tanult, ahol szintén egy szobor állít neki emléket. Sanghaj (Shanghai)ban szentelte fel 1844-ben Jean-Joseph-Jean-Baptiste Ferréol francia püspök.

## Halála
Visszatért szülőhazájába prédikálni, és hirdetni a kereszténységet. A Csoszon (Joseon)-korszakban azonban igyekezték elnyomni a keresztényeket, és sokakat üldöztek, illetve kivégeztek hitükért. A katolikusoknak így titokban kellett gyakorolniuk vallásukat. Kim Degon (Kim Tae-gon) egyike volt a pár ezer kereszténynek, akiket kivégeztek ebben az időben. 1846. szeptember 16-án megkínozták és lefejezték Szöul (Seoul-)hoz közel, holttestét pedig a Han folyóba dobták.

Utolsó szavai ezek voltak:
Ez életem utolsó órája, figyeljetek ide nagyon: ha én külföldiekkel kommunikáltam, az a vallásomat és Istenemet szolgálta. Ő az, akiért én meghalok. Örök életem kezdőpontjához érkeztem. Keresztelkedjetek meg mindnyájan, ha boldogok akartok lenni halálotok után, mert Isten örök büntetést tartogat azok számára, akik nem akarták megismerni Őt.
Ferréol, Korea első püspöke, mielőtt elhunyt volna a kimerültségtől 1853 februárjában, azt kérte, hogy testét temessék Kim mellé.
1984 májusában II. János Pál pápa dél-koreai látogatása során szentté avatta Kimet, és 102 másik koreai vértanút. Emléknapjuk szeptember 20. lett.